# 카디널 (암트랙)
카디널(영어: Cardinal)는 미국 뉴욕주 뉴욕 펜실베이니아 역에서 일리노이주 시카고 유니언 역까지 운행되는 지역열차이다.

## 역사 및 현황
1941년부터 1977년까지 뉴욕 센트럴 철도, 펜 센트럴 철도, 암트랙이 운행하던 제임스 휘트콤 릴리의 후속으로 개통한 열차로 1980년에 볼티모어를 경유하게 되었다. 이후 워싱턴 D.C., 뉴욕까지 연장했다가 1981년에 폐지되었다. 이후 1982년에 다시 개통되면서 리치몬드, 먼시를 경유한 노선으로 변경했다. 1986년에 인디애나폴리스 경유로 변경하면서 현재에 이르고 있다.

## 운행 노선

암트랙 카디널 노선도 (interactive map)

## 사진

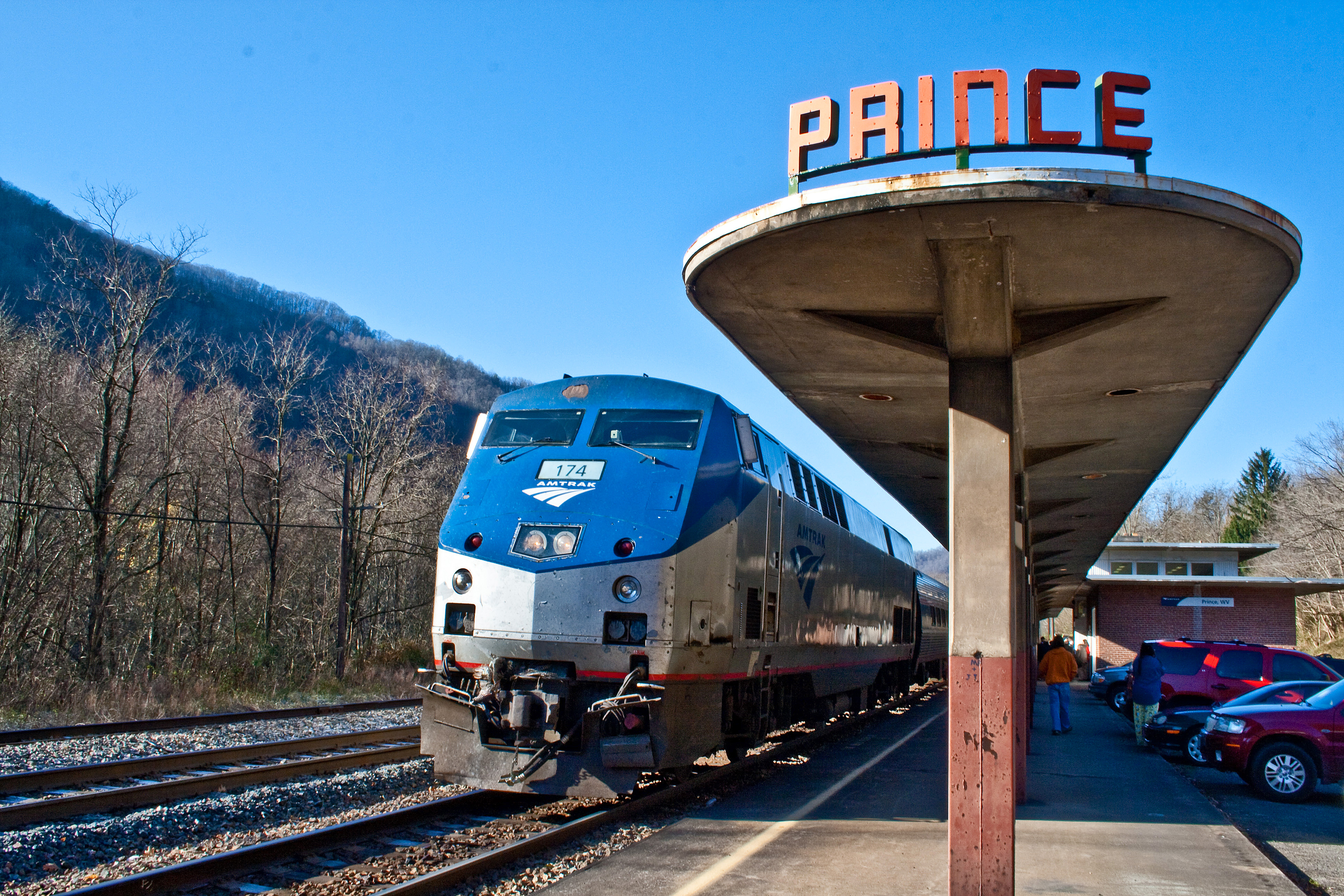
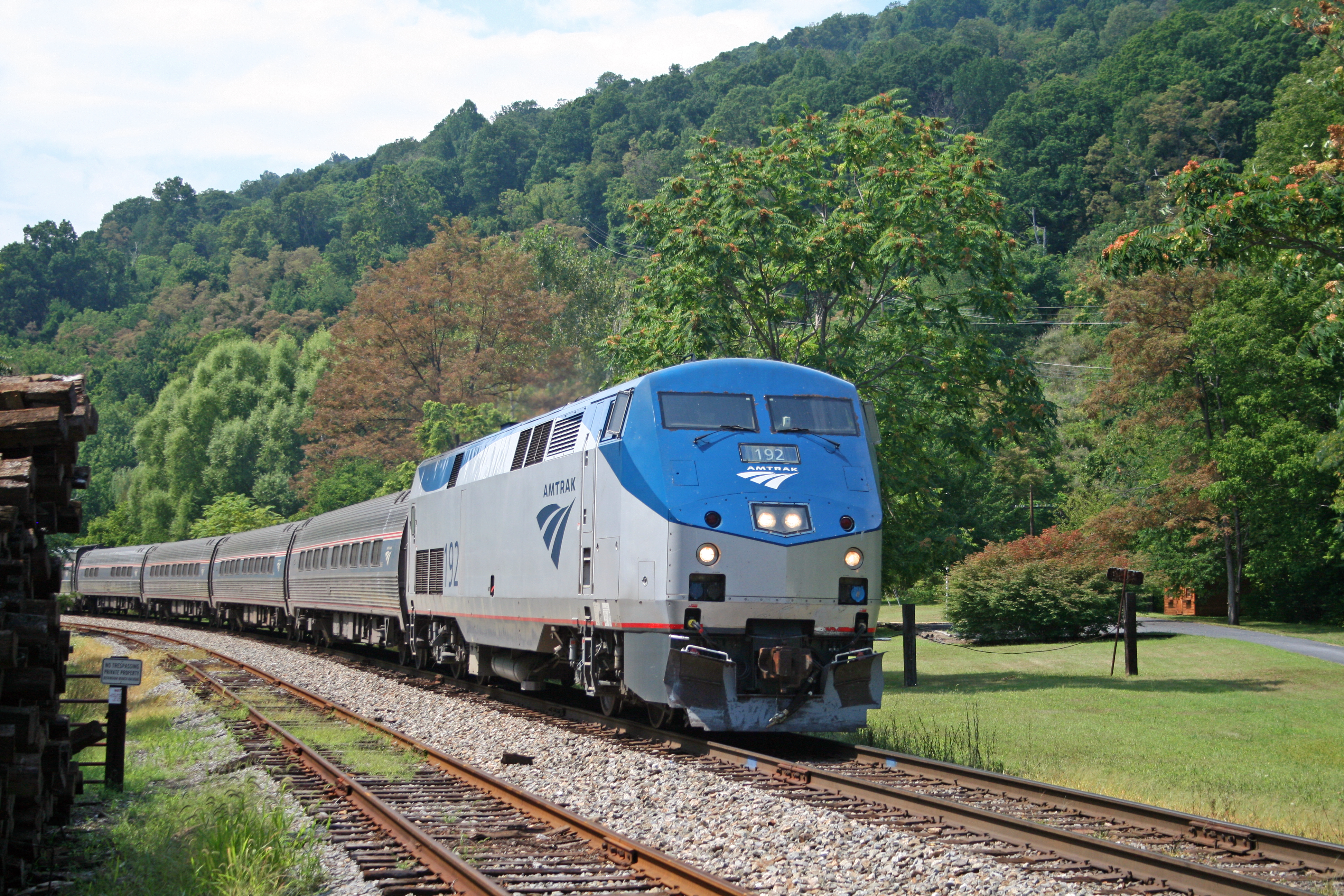
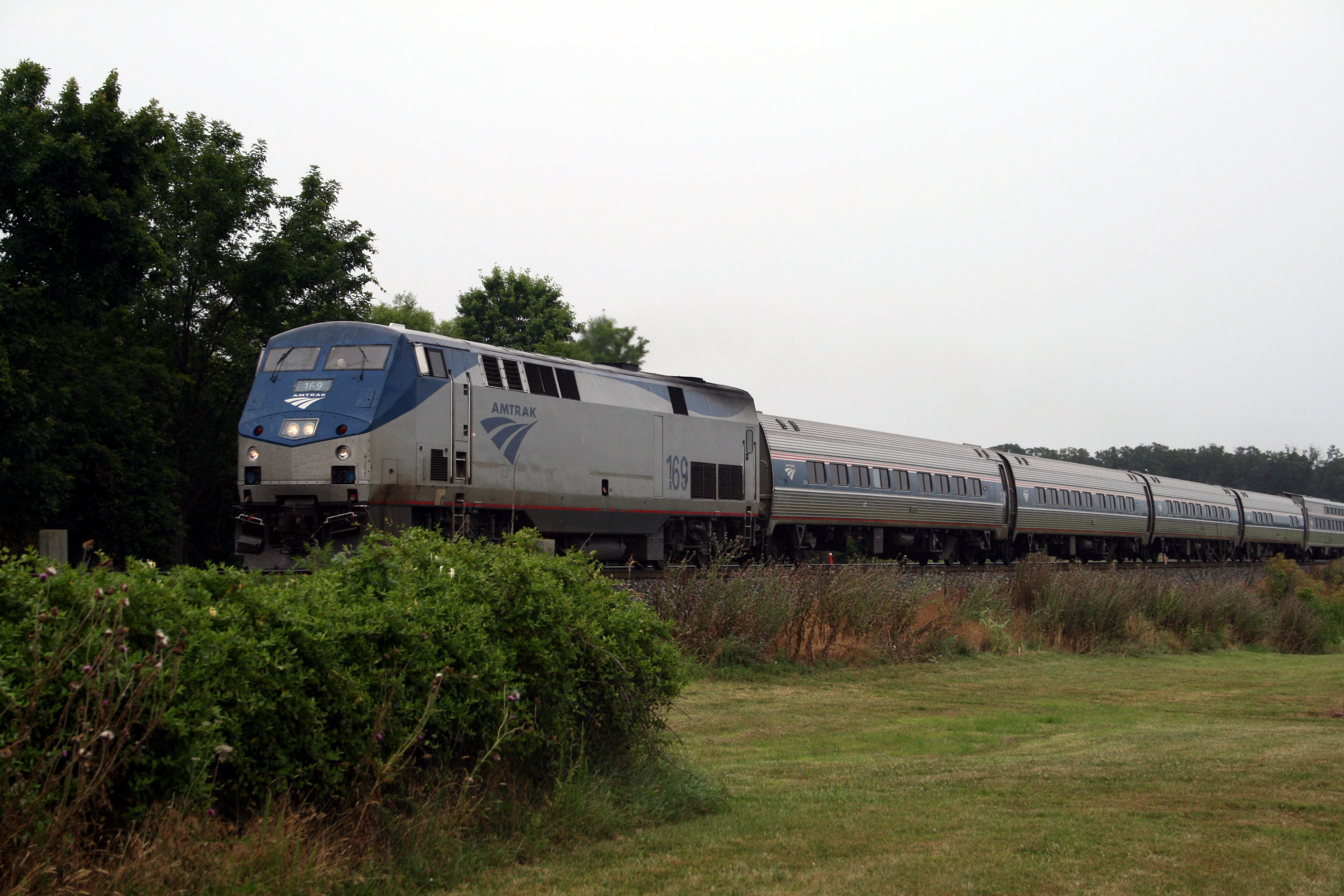
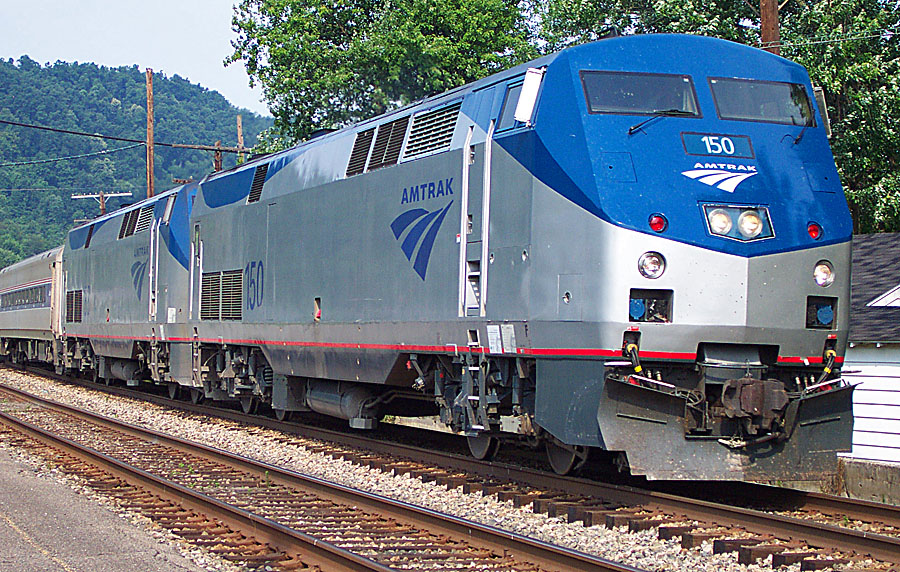
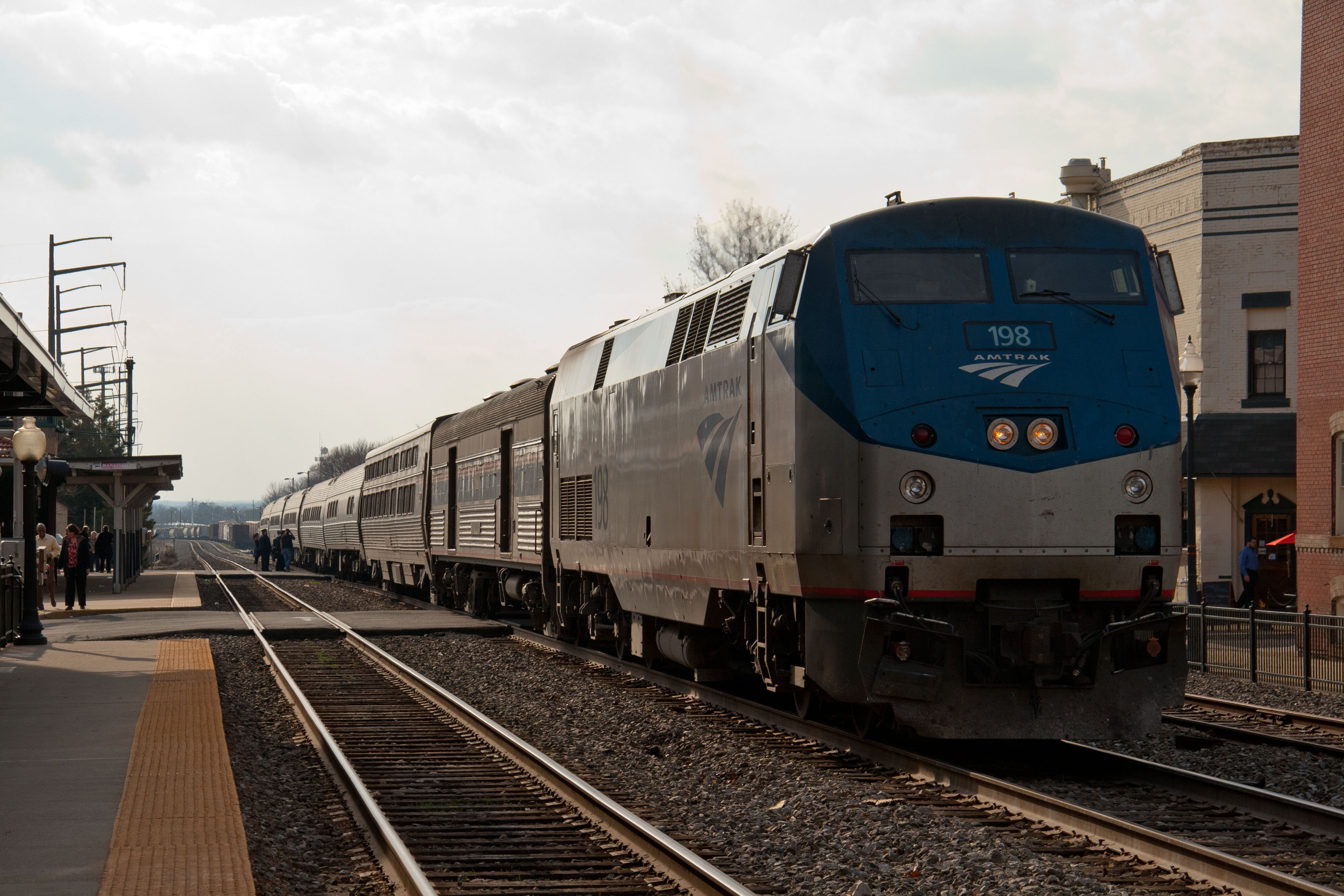
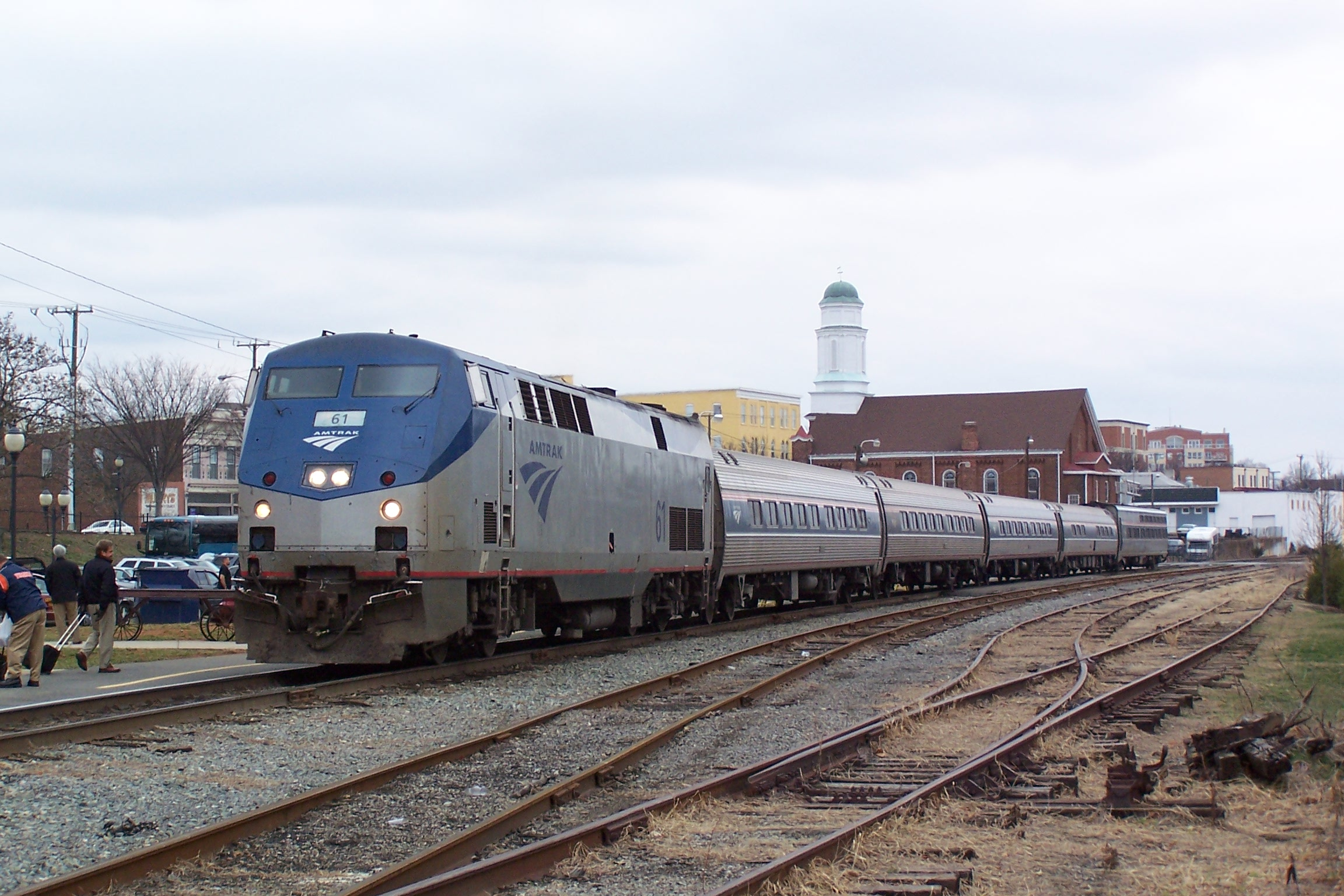